# Luisa Scherer
Luisa Scherer (* 8. Juli 2001 in Lörrach) ist eine deutsche Handballspielerin. Sie steht seit der Saison 2021/22 beim Frisch Auf Göppingen in der Bundesliga unter Vertrag.

## Karriere

### Im Verein
Scherer wurde in Lörrach geboren und wuchs in Calw auf. Die Linkshänderin begann im Alter von zehn Jahren das Handballspielen beim TSV Neuhengstett. Nach der D-Jugend wechselte sie zur SG H2Ku Herrenberg und später zum TV Nellingen. Dort wurde sie 2018 erstmals in der Handball-Bundesliga eingesetzt. Zur Saison 2019/20 wechselte sie zum Buxtehuder SV. Seit dem Sommer 2021 steht sie bei Frisch Auf Göppingen unter Vertrag.

### In Auswahlmannschaften
Mit der deutschen Juniorinnen-Nationalmannschaft nahm sie an der U19-Europameisterschaft 2019 teil und belegte dort den 9. Platz.
Am 9. April 2025 gab sie ihr Debüt für die A-Nationalmannschaft gegen Dänemark.

### Erfolge
- Einsatz in der 1. Bundesliga
- Einsatz in der Juniorinnen-Nationalmannschaft